# フライヤ (レーダー)
フライヤ（Freya）は、第二次世界大戦期にドイツで開発された早期警戒レーダーである。フライヤという名称は北欧神話の女神フレイヤ（Freyja）に因んで名付けられた。戦争期間中に1,000基以上が設置された。多少異なる波長で運用されたドイツ海軍仕様もゼータクトとして開発された。

## 開発
「フライヤ」となる物の最初の試験は、1938年に最初にドイツ海軍へ納入される実用レーダーとしてGEMA社により1937年初めに実施された。
この時点でドイツは、後の戦時中にイギリスが示したよりも多くの注意をレーダーの開発に払っていたようである。フライヤは既にイギリスの早期警戒レーダーであるチェーンホームよりも先んじていた。フライヤが1.2 m (3.9 ft) の波長 (250 MHz)で作動するのに対しチェーンホームのそれは12 mであった。これはドイツのシステムの方に劇的に高い解像度をもたらし、これによりはるかに小さな物体を探知することができた。
その複雑な設計により戦争開始時には僅か8カ所のフライヤ基地しか実働状態になかったため、探知区域間に大きな隙間が生じていた。イギリスのチェーンホームは技術的な遅れやエラーを起こしがちではあったがかなり迅速に設置が進められ、バトル・オブ・ブリテン時には完璧なチェーンホーム網が張り巡らされていた。
フライヤは初期の敵味方識別機能を備えており、FuG 25a 「エールストリング」装置を搭載した航空機は100 km以上の遠隔距離で誰何に応えることが可能であった。
"AN"型ではアンテナの整相線が切り替え可能となった。整相線の切り替えはアンテナの放射パターンの位相変位と僅かに左右方向の探知に結び付いた。これによりフライヤは広い範囲の「最大走査」から範囲を絞った円錐走査への切り替えが効果的に行えるようになった。このモードでは熟練のレーダー員であれば1度の角度分解まで絞り込むことができた。

## 派生型
- FuMG 450 フライヤ AN, 当初はFuMG 41Gと呼称された（探知距離を120 kmへ増強）
- FuMG フライヤ LZ （空輸できるように分解可能）
- FuMG 480
- FuMG 44 ドレーフライヤ（"Drehfreya" 「旋回式フライヤ」の意） FuMG 44/404（ドイツ海軍名: FuMO371）への過渡期モデル, " ヤークトシュロス" PPI レーダー
- FuMG 451 フライブルク（"Freiburg"） 162–200 MHz
- FuMG 321-328 （ドイツ海軍での名称）

## 配備と運用

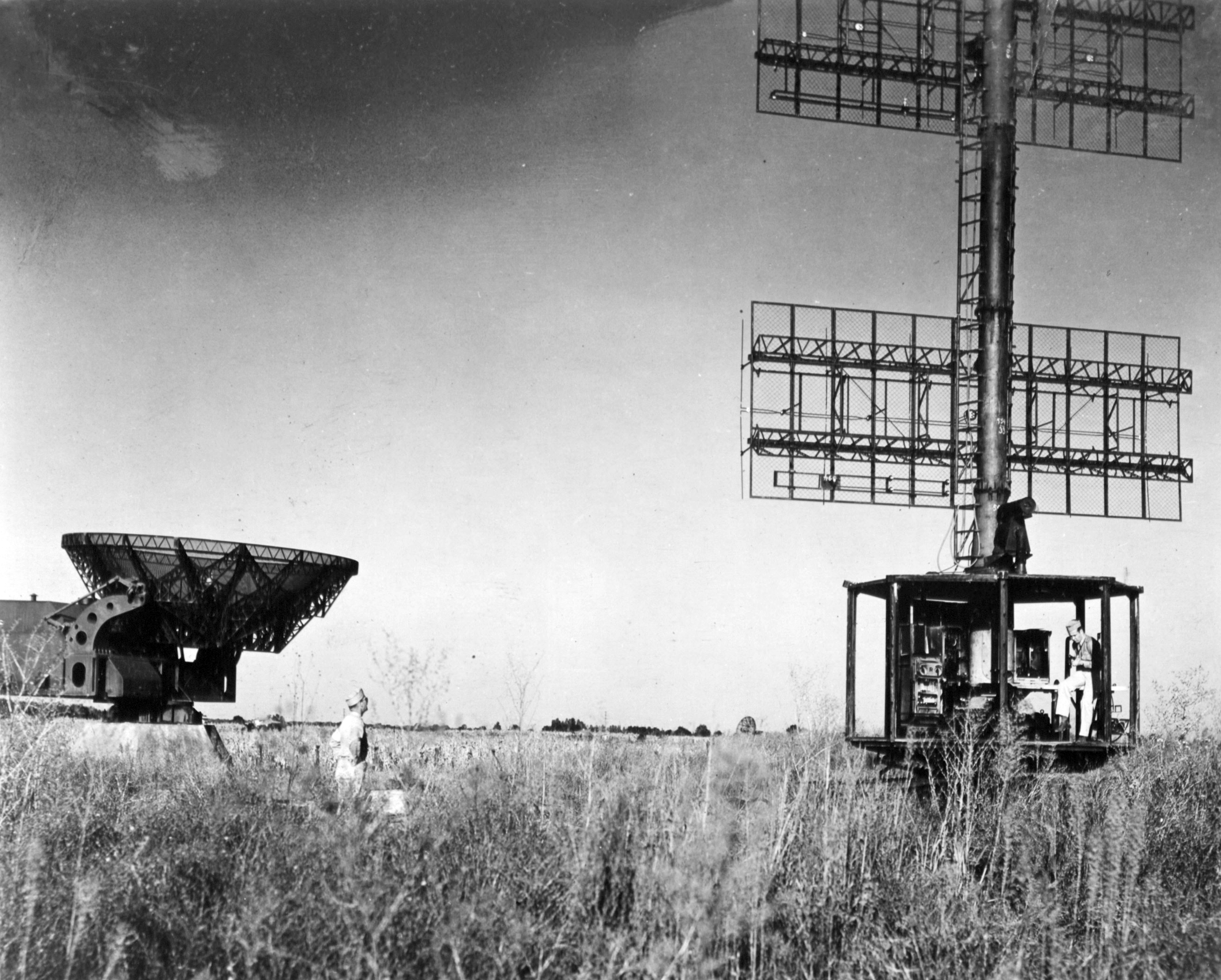
フライヤ（右）とヴュルツブルク＝リーゼ。ルーマニア、1944年。

フライヤはしばしばドイツの主要な射撃レーダーであるヴュルツブルク・リーゼ（"Würzburg Riese"）と共に用いられた。フライヤで遠距離の目標を発見し、その後で追尾のために短射程のヴュルツブルクに"目標を引き継いだ"。
戦争後期にフライヤは2.5から2.3 メートル（120から130 MHz）の帯域、3マイクロ秒のパルス幅変調、最大出力15から20 kW、500 Hzのパルス繰返し周波数で運用された。フライヤは最大探知距離が160 km (100 miles) でしかない上に正確な高度を把握することができないという点では英国のチェーン・ホーム方式より劣っていた反面、旋回機構を有した可搬式であった。
フライヤが初めて有効に活用されたのは1939年12月18日のことであった。2カ所のフライヤ基地が昼間爆撃に向かうイギリス空軍の24機のビッカース ウェリントン爆撃機の接近を113 kmの距離で探知し、無線を通じて味方戦闘機をこれの迎撃に誘導した。無傷でイギリス本土に帰還できたウェリントン機は僅か半数であった。この戦果に感銘を受けたドイツ空軍は、1940年春にはドイツ本国の西側防衛のために既に11カ所のフライヤ基地を設置していた。1940年のフランス侵攻後には更なるフライヤ基地が大西洋沿岸に建設された。
イギリス空軍による爆撃攻勢が開始されるとヘルマン・ゲーリングはヨーゼフ・カムフーバー大佐（後に将軍）に効果的な空中防御策を構築することを命じた。これがその後より多くのフライヤ基地を統合して運用される所謂「カムフーバー・ライン」と呼ばれるものとなった。戦争の経過と共にフライヤ装置はチャフに対しては脆弱なことが判明し、早期警戒レーダーとしての使用は継続されたが戦闘機を管制する役目には使用されなくなった。

## イギリス諜報部
イギリス諜報部にもたらされたフライヤに関する幾らか詳細な情報の一つは、1941年に自らの生命を賭けて若きデンマークの空軍大尉トマス・スニーオムが撮影したデンマークの島ファーンのレーダー基地の写真であった。スニーオムはケン・フォレットの小説『ホーネット,飛翔せよ』で描かれたような劇的な飛行の末にイギリスにその写真のネガを持ってきた。スニーオムの行動はR・V・ジョーンズ著『Most Secret War』内でも「最も勇気ある偉業」（'most gallant exploit'）として言及されている。

## 発展型

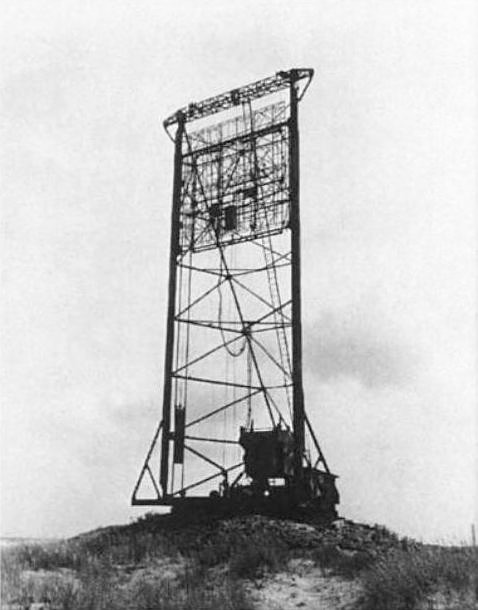
FuMG 401「フレイヤエレベーター」

- FuMG 401: アンテナの仰角を変えることに先鞭をつけた地上でのビーム反射の実験機。木製支持架にフライヤのアンテナを取り付けることでスライド式に昇降することができた。これによりこのフライヤはその他の装置（ヴュルツブルク・レーダの様な）の助けを借りずに目標の高度を探知可能になった。
- FuMG 41: 幾つかのフライヤのアンテナを連動して切り替えることで送信機の変更無しに探知距離を増大させる試み。「ヴァッセルマン」（"Wassermann"：ドイツ語で「みずがめ座」の意）と呼ばれたこれらは、単に探知距離が増大しただけではなく精度も向上した。

## 対抗策
フライヤに対抗するためにイギリスは「ムーンシャイン」（Moonshine）と呼ばれる装置を使用した。ボールトンポール デファイアント機を装備した特殊任務飛行隊（後の英第515飛行隊）では1基の装置で見かけ上の反射を増幅してフライヤの信号を返信した。ムーンシャインを搭載した8機の航空機で100機編成の爆撃機団を偽装することができた。2番目の対抗策である「マンドレル」は、フライヤからの信号を壊滅状態に陥れるノイズ攪乱装置であった。個々の機体は敵の海岸から50マイル (80 km)沖合の定位置を旋回するように送り出され、9機を使用することでドイツ側のレーダー探知空域に200-マイル (320 km)の間隙を切り開く一方で内陸部のフライヤ網に対しては爆撃機編隊の流れの中で更なるレーダー攪乱が実施された。
- A Pole Freya radar.
- A Limber Freya radar.